# Teuvo Puro
Teuvo Puro (9 de noviembre de 1884 – 24 de julio de 1956) fue un actor, director y guionistas cinematográfico finlandés.

## Biografía
Su nombre completo era Kaarlo Teuvo Bäckman, y nació en Helsinki, Finlandia. Es recordado como un pionero del cine finlandés, dirigiendo junto a Louis Sparre Salaviinanpolttajat (1907), la primera película finlandesa de ficción.
En el otoño de 1910, Teuvo Puro, Teppo Raikas y Frans Engström fundaron la primera productora finlandesa centrada en la realización de largometrajes. Se utilizaron las obras de Minna Canth Sylvi y Anna-Liisa, así como la novela de Axel Jäderin Hyökyaaltoja, como la base de las primeras tres cintas de la compañía. Sylvi (1913) fue la primera en rodarse, siendo Puro su director, que igualmente dirigiría Hyökyaaltoja (1911). Anna-Liisa (1911) fue dirigida por Teppo Raikas. 
Los costes de producción de Sylvi fueron muy superiores a lo previsto, y la carrera de Puro quedó parada durante varios años. Sin embargo, en la década de 1920 obtuvo trabajo en la productora dirigida por Erkki Karu Suomi-Filmi. La primera película que dirigió en la empresa fue Ollin oppivuodet (1920), basada en una novela de Anni Swan. Puro escribió el guion de la cinta. Ollin oppivuodet es el primer largometraje finlandés que se conserva totalmente. Al siguiente año dirigió una comedia escrita por Erkki Karu, Se parhaiten nauraa, joka viimeksi nauraa (1921).
Kihlaus (1922) fue una película basada en una obra teatral de Aleksis Kivi. Puro escribió y dirigió la producción. Después dirigió una nueva versión de Anna-Liisa (1922), con un mejor resultado que el de la primera producción. El guion fue de Jussi Snellman, un actor del Teatro Nacional de Finlandia que ya había trabajado en la película de Puro Salaviinanpolttajat. 
Su siguiente película, Meren kasvojen edessä (1926), se basaba en un guion propio de Turo. Tras ello dirigió dos producciones más para Suomi-Filmi. Noidan kirot (1927), basada en una novela de Väinö Kataja, y Vaihdokas (1927), sobre un texto de Selma Anttila. Vaihdokas fue su último trabajo como director. Todas sus películas fueron mudas. 
Además de su carrera como director y guionista, también actuó en muchas de sus películas. Además, participó como actor en algunas películas sonoras, como Elinan surma (1938, de Kalle Kaarna), Simo Hurtta (1940, de Roland af Hällström) y Neljästoista vieras (1948, de Toivo Särkkä). 
Puro fue también actor y director teatral. Se había iniciado en 1904 en Teatros de Tampere y Helsinki. Así, en el Teatro Nacional de Finlandia actuó y dirigió entre 1906 y 1923, 1925 y 1930, así como entre 1931 y 1954. También fue director gerente del teatro desde 1943 hasta el momento de su muerte.
Además, Puron fue presidente y, más adelante, presidente honorario, del Sindicato de Actores de Finlandia (Suomen Näyttelijäliitto).
En el año 1948 el Presidente de la República le concedió el primer título de Consejero de Teatro (Teatterineuvos) por su trayectoria.
Teuvo Puro falleció en Helsinki en el año1956.

## Filmografía

### Actor
- 1907 : Salaviinanpolttajat
- 1911 : Hyökyaaltoja
- 1911 : Anna-Liisa
- 1913 : Sylvi
- 1920 : Ollin oppivuodet
- 1921 : Se parhaiten nauraa, joka viimeksi nauraa
- 1938 : Elinan suram
- 1939 : Vänrikki Stoolin tarinat
- 1940 : Simo Hurtta
- 1947 : Suopursu kukkii
- 1948 : Neljästoista vieras

### Director
- 1907 : Salaviinanpolttajat
- 1911 : Hyökyaaltoja
- 1911 : Sylvi
- 1920 : Ollin oppivuodet
- 1921 : Se parhaiten nauraa, joka viimeksi nauraa
- 1922 : Kihlaus
- 1922 : Anna-Liisa
- 1926 : Inför havets anlete
- 1927 : Noidat kirot
- 1927 : Vaihdokas